# HMS Indomitable (92)
HMS Indomitable byla letadlová loď britského královského námořnictva z doby druhé světové války. Plavidlo bylo modifikací letadlových lodí třídy Illustrious a označováno jako její podtřída. Ve službě byla v letech 1941–1955. Po vyřazení byla sešrotována.

## Stavba

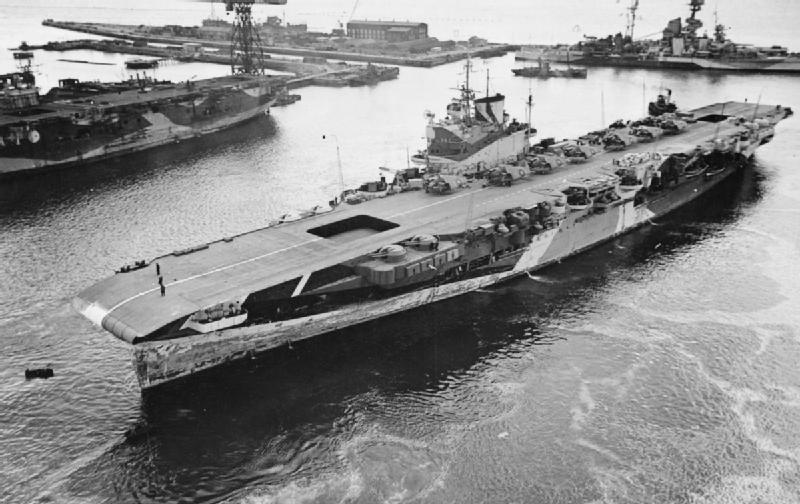
Indomitable

Vývoj plavidla byl zahájen roku 1936. Jednalo se o modifikaci třídy Illustrious upravenou pro nesení více palubních letounů. Postavila jej britská loděnice Vickers-Armstrong v Barrow-in-Furness. Kýl Indomitable byl položen 10. listopadu 1937, na vodu byla spuštěna 26. března 1940 a do služby byla přijata 10. října 1941.

## Konstrukce
Hlavním vylepšením oproti třídě Illustrious bylo použití dvoupatrového hangáru, díky čemuž se kapacita letadel zvětšila na 45 kusů (oproti 33 kusům na třídě Illustrious). Letouny startovaly pomocí jednoho katapultu BH-III. Plavidlo bylo vybaveno radarem typu 79. Výzbroj tvořilo šestnáct 114mm kanónů QF Mk.III, čtyřicet osm 40mm kanónů a osm 20mm kanónů. Pohonný systém tvořilo šest tříbubnových kotlů Admiralty a tři turbíny Parsons o výkonu 111 000 hp, pohánějící tři lodní šrouby. Nejvyšší rychlost dosahovala 30,5 uzlu. Dosah byl 9250 námořních mil při rychlosti 14 uzlů.

## Služba

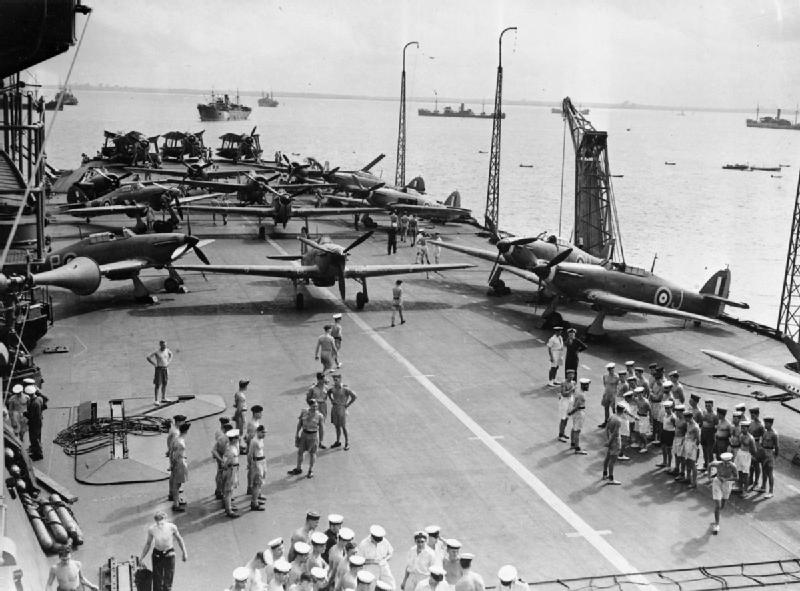
Palubní letouny Indomitable

Indomitable zasahovala v mnoha bojích a byla i mnohokrát poškozena. Dne 12. srpna 1942 během nasazení do Operace Pedestal dostala dva přímé zásahy 500kg pumami a byla šest měsíců opravována. Po návratu byla 16. července 1943 poblíž Malty zasažena německým leteckým torpédem. Účinný postup posádky zabránil jejímu potopení, ale oprava trvala 8 měsíců. Dne 4. května 1945 byla zasažena v Tichomoří zasažena japonským kamikaze. Avšak i toto přestála až do konce války. Roku 1955 byla vyřazena a sešrotována.